# Servicio de streaming de música
Un servicio de streaming de música es un tipo de medio de streaming que se enfoca principalmente en música y, en menor medida, otras formas de contenido en audio digital, como pódcasts. Estos servicios, por lo general, están basados en suscripciones, permitiendo a sus usuarios transmitir canciones protegidas por derecho de autor digitales bajo demanda desde una biblioteca central proporcionada por el servicio. 
Algunos servicios pueden ofrecer versiones gratuitas con limitaciones, tales como anuncios y límites de uso. Estos servicios frecuentemente incorporan un sistema de recomendación para ayudar a sus usuarios a descubrir canciones que puedan disfrutar basadas en su historial de canciones y otros factores; así como la capacidad para crear y compartir listas de reproducción con otros usuarios.
Los servicios de streaming experimentaron una fase de crecimiento importante a finales de los 2000, superando a las tiendas de música en términos de ingresos por transmisión de música digital. Estos servicios, en conjunto con el streaming de contenido relacionado con música en plataformas de video, fueron incorporadas en las metodologías de importantes listas de éxitos musicales. La «unidad equivalente a álbum» fue desarrollada también como una métrica alternativa para el consumo de álbumes, para tomar en cuenta música digital y streaming.

## Historia
La distribución digital de música empezó a tener prominencia a finales de los 90 y comienzos de los 2000. MP3.com y PeopleSound fueron las primeras dos plataformas en incurrir en el campo, mientras que precursoras tempranas de plataformas como Spotify y Apple Music le ofrecían la posibilidad a músicos (incluyendo, especialmente, a músicos independientes) de subir y distribuir sus canciones en línea en el formato MP3. MP3.com posteriormente ofreció un servicio conocido como My.MP3.com, permitiéndole a los usuarios ripear y subir música desde CDs a una biblioteca personal que pudiesen compartir a través de sus cuentas. El servicio fue objeto de demandas por el Universal Music Group, el cual señalaba que tal servicio constituía una distribución no autorizada de sus grabaciones de música con derechos de autor. La demanda resultó perjudicial para la compañía, siendo consecuentemente adquirida por Vivendi Universal y luego vendida a CNET, la cual clausuró su plataforma de distribución de música.
Pandora Radio fue lanzada en 2005. El servicio inicialmente permitía a sus usuarios crear y escuchar estaciones de radio en internet, basadas en categorías como su género y el desempeño, el cual entonces era personalizado al dar calificaciones de pulgar arriba o pulgar abajo a canciones y artistas que le gustaran o no le gustaran a los usuarios respectivamente. 
El sistema de recomendaciones del servicio, el Music Genome Project, analizaba y seleccionaba canciones basado en distintas características. Como Pandora inicialmente operaba únicamente dentro del marco de regalías impuesto por SoundExchange para la radio por internet en los Estados Unidos, el servicio no le permitió a sus usuarios elegir libremente canciones para reproducir; y estos sólo podían omitir un número limitado de canciones por hora, aunque estos podían recibir más opciones para omitir al mirar anuncios.

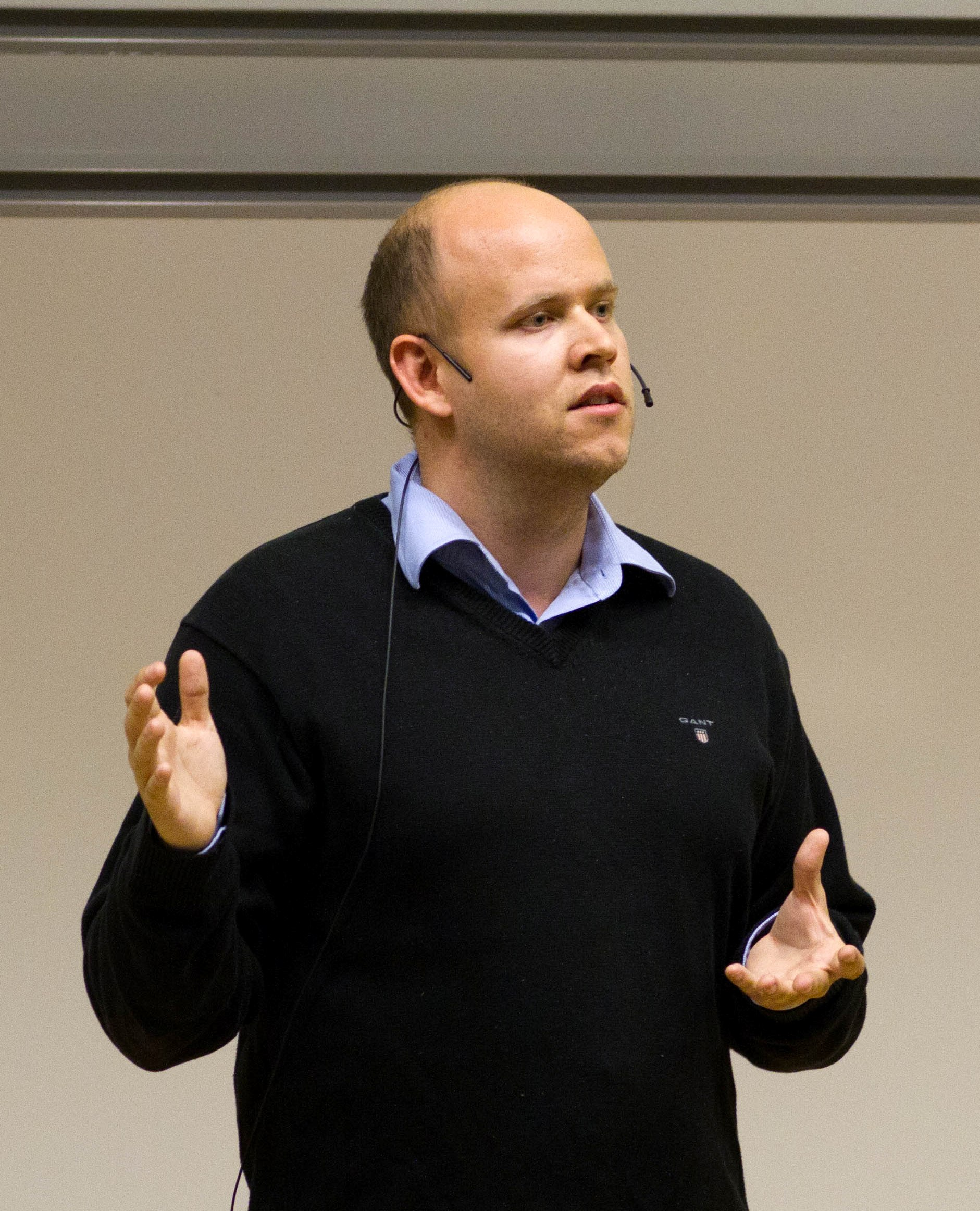
Cofundador de Spotify, Daniel Ek, en 2011.

El servicio de redes sociales MySpace y posteriormente la plataforma de videos YouTube también se convirtieron en prominentes servidores del streaming de música, siendo el último particularmente utilizado para videos musicales. En 2006, el empresario sueco Daniel Ek y Martin Lorentzon fundaron Spotify, la cual fue lanzada en 2008 buscando crear una alternativa legal a las plataformas de distribución de archivos, tales como Napster y Kazaa. El servicio le permitía a sus usuarios transmitir canciones a disposición, utilizando tecnología peer-to-peer, ofreciéndose con base en un sistema rangos por suscripciones y apoyo a anunciantes. Ek señaló que quería «crear un servicio que fuera mejor que la piratería y, al mismo tiempo, compensara a la industria de la música».
En 2006, un sitio web de streaming de música conocido como Blogmusiq fue cerrado tras quejas sobre derechos de autor por la agencia local de regalías SACEM. Después de llegar a acuerdos con esta, el sitio fue relanzado como Deezer, el cual llegó a tener siete millones de usuarios para el final de 2009.
A principios de la década de los 2010, el streaming en línea comenzaba a desplazar a la radiodifusión como factor clave en el éxito comercial de trabajos musicales. Spotify fue lanzado oficialmente en los Estados Unidos en 2011 y en marzo de 2011, Billboard añadió servicios de streaming a su tabla de los Hot 100. Más tarde ese mismo año, la canción de K-pop de PSY «Gangnam Style» se convirtió en un gran éxito internacional, gracias principalmente a la popularidad de su video musical, el cual posteriormente sería el primer video de YouTube en llegar a las mil millones de vistas.
Después del lanzamiento de Spotify, competencia empezó a emerger en el mercado norteamericano, entre las que denotan Beats Music (la cual fue apoyada por el fabricante de auriculares Beats Electronics), Groove Music Pass de Microsoft (anteriormente Xbox Music), Amazon Music Unlimited y Google Play Music All-Access (una rama del servicio que también ofrecía descargas y un casillero de canciones). Beats Electronics fue adquirida posteriormente por Apple Inc., la cual discontinuó a Beats Music en 2015 y la reemplazó con el servicio Apple Music. Tidal, un servicio de streaming orientado a audio de alta calidad, también surgió en 2015, con el apoyo del rapero Jay-Z y un enfoque en contenido exclusivo.
En octubre de 2015, después de ofrecer inicialmente un paquete de suscripción de Play Music All-Access con contenido musical libre de anuncios en YouTube, Google lanzó YouTube Red, la cual extendía el acceso libre de anuncios a todos los videos en la plataforma y añadía contenido original exclusivo en un esfuerzo por competir con servicios como Netflix. Al mismo tiempo, YouTube introducía YouTube Music, una aplicación dedicada a contenidos musicales en la plataforma. En 2017, Pandora lanzó una suscripción prémium, la cual permitía un servicio bajo demanda mucho más similar al de sus competidores, al mismo tiempo que mejoraba su existente sistema de recomendaciones. En octubre de 2017, Microsoft anunció la discontinuación de Groove Music Pass y redirigió a sus usuarios a Spotify.
En 2018, YouTube Red cambió su nombre de marca a YouTube Premium y YouTube consecuentemente introdujo un rediseño a su plataforma YouTube Music, así como una suscripción separada para esta bajo un menor precio. La plataforma YouTube Music puede ser utilizada sin una suscripción, pero contiene anuncios y no soporta la reproducción de fondo en dispositivos móviles. El servicio de YouTube Music finalmente reemplazó a Google Play Music de manera completa en 2020, por lo que Google ya no opera una tienda de música digital actualmente.
Para aumentar la diversidad y el valor de sus servicios, las compañías de streaming de música en algunas ocasiones han producido o adquirido otras formas de contenido musical además de canciones, incluyendo documentales sobre música y presentaciones de conciertos. Spotify ha empezado a incrementar sus inversiones en pódcasts, animada por adquisiciones tales como la publicación deportiva The Ringer y derechos exclusivos a The Joe Rogan Experience.

## Impacto
En 2013, el streaming de música bajo demanda comenzó a desplazar a las tiendas de música como la fuente de ingresos principal de la música digital. En marzo de 2022, la Federación Internacional de la Industria Fonográfica (FIIF) reportó que los ingresos por ventas globales en la industria de la música habían subido por 4 mil millones de dólares año por año en 2021, siendo el mayor crecimiento en los últimos 20 años; con servicios de streaming de música pagos contribuyendo con 12 300 millones de dólares en ganancias y streaming con anuncios con 4600 millones. 
Las ganancias por servicios de streaming de música se han duplicado desde 2017 y el número estimado de usuarios en servicios pagos ha superado los 523 millones. La música de los servicios de streaming ha enfrentado críticas debido a la cantidad de regalías que ofrecen, incluyendo acusaciones de compensaciones injustas a músicos y escritores.
Billboard introdujo una tabla de Streaming Songs en enero de 2013, la cual estaba basada en la cantidad de vistas de videos que contubiesen canciones en plataformas tales como YouTube y plataformas de streaming tales como Spotify. En 2014, la UK Singles Chart de igual manera cambió su metodología para incluir streaming.
Para tomar en consideración el streaming digital y la disminución de ventas de álbumes, estas tablas de clasificación empezaron a adoptar una métrica conocida como «unidad equivalente a álbum» (UEA), la cual estaba basada en la compra del álbum y cuántas veces canciones individuales del álbum han sido compradas o transmitidas. En 2016, las clasificaciones en Alemania realizaron un cambio similar, con métricas basadas en ganancias, por lo cual sólo servicios de streaming de pago eran contados.